# Gestreifte Venusmuschel
Die Gestreifte Venusmuschel (Chamelea striatula) ist eine Muschelart aus der Familie der Venusmuscheln (Veneridae) in der Ordnung der Venerida.

## Merkmale
Das gleichklappige, annähernd auch gleichseitige, mäßig aufgeblähte Gehäuse wird bis zu 45 Millimeter lang, ist mit 2 bis 3 cm jedoch meist deutlich kleiner. Es ist im Umriss etwas schief dreiseitig. Der hintere Dorsalrand ist lang, annähernd gerade bis leicht gebogen und erstreckt sich bis zum hinteren, annähernd gewinkelten Hinterende. Die herzförmige Lunula ist deutlich markiert und weist radiale Längsrücken auf. Die Area ist dagegen nur eine undeutlich begrenzte Einsenkung. Das Ligament ist eingesenkt und erstreckt sich auf etwa ein Drittel der Länge des hinteren Dorsalrandes. Das Schloss hat drei Kardinalzähne in der linken wie auch in der rechten Klappe. Es sind keine Lateralzähne vorhanden. Von den beiden Schließmuskeln ist der hintere Schließmuskel geringfügig dicker. Die Mantellinie zeigt nur einen kleinen, dreieckigen Sinus.
Die Schale ist dick und festschalig. Die Ornamentierung besteht aus konzentrischen Wülsten. Gelegentlich teilen sich die Rücken oder verschmelzen miteinander. Der Gehäuseinnenrans ist fein gekerbt. Das Periostracum ist dünn und matt glänzend. Die Farbe variiert von cremefarbe oder beige bis gelbbraun. Drei Striche, Flecken oder auch Zickzack-Linien können vom Wirbel ausgehen. Die Innenseite ist weitgehend weiß mit einer Mantelbucht, deren Rand gelegentlich purpurfarben, gelb oder orange gefärbt ist.
Rechte und linke Klappe des gleichen Tieres:

Rechte Klappe
Linke Klappe

## Ähnliche Arten
Die Gehäuse der Gestreiften Venusmuschel und Gemeinen Venusmuschel (Chamelea gallina) sind einander sehr ähnlich und schwer zu trennen. Im Durchschnitt ist die Gemeine Venusmuschel mit etwa 5 cm Gehäuselänge deutlich größer als die Gestreifte Venusmuschel mit 2 bis 3 cm Länge (sehr selten auch bis 4,5 cm Länge). Bei der Gestreiften Venusmuschel läuft das Hinterende etwas spitzer zu, der hintere Dorsalrand und die Area sind relativ länger und nur schwach gebogen. Die Mantelbucht ist tiefer und spitzer zulaufend. Die Oberfläche glänzt nicht und die randparallelen Rippen sind etwas schmaler. Beide Formen sind jedoch in der Gehäuseform und der Ornamentierung variabel. Mit den angegebenen Unterschiede lassen sich je nach Merkmal 80 bis 95 % der Exemplare sicher einer der beiden Arten zuordnen. Eine sichere Unterscheidung erlaubt der Pallialindex Länge der Mantelbucht zu Gehäuselänge. Die Verwechslungsgefahr ist insofern recht gering, da sich die großen Verbreitungsgebiete der beiden Arten nur an der Südküste Portugals, der Straße von Gibraltar und dem Alboránmeer überlappen.

## Geographische Verbreitung und Lebensraum
Das Verbreitungsgebiet erstreckt sich von den Lofoten (Norwegen) bis Marokko, das westliche Mittelmeer (Straße von Gibraltar, Golf von Cádiz und das Alborán-Meer). Sie kommt auch in der Nordsee vor, und sie ist auch von Madeira und den Kanarischen Inseln bekannt.
Die Gestreifte Venusmuschel lebt eingegraben auf schlammigen und sandigen Böden in 5 bis 20 Meter Wassertiefe. Die Tiere sind epibenthonische Filtrierer.

## Entwicklung
Die Tiere sind getrenntgeschlechtlich. Die Geschlechtsprodukte werden den ganzen Sommer über immer wieder zwischen Männchen und Weibchen koordiniert in das freie Wasser abgegeben, wo die Befruchtung stattfindet. Die Larven wachsen zu Veliger-Larven heran, die mehrere Wochen planktotroph (planktonfressend) im Wasser leben. Nach der Weiterentwicklung zum Pediveliger gehen sie zur Metamorphose und zum Bodenleben über.

## Taxonomie
Das Taxon wurde 1778 von Emanuel Mendes da Costa als Pectunculus striatulus in die wissenschaftliche Literatur eingeführt. Die Art wird heute allgemein anerkannt zur Gattung Chamelea Mörch, 1853.

## Belege

### Online
- Marine Bivalve Shells of the British Isles: Chamelea striatula (da Costa, 1778) (Website des National Museum Wales, Department of Natural Sciences, Cardiff)